# Mellilla anaplagiata
Mellilla anaplagiata är en fjärilsart som beskrevs av Sato 1984. Mellilla anaplagiata ingår i släktet Mellilla och familjen mätare. Inga underarter finns listade i Catalogue of Life.